# Standard Chartered
Standard Chartered (SCB) is een bankengroep met het hoofdkantoor in het Verenigd Koninkrijk maar vooral actief in het Verre Oosten en Afrika.
De bank is in 1969 ontstaan door fusie van Standard Bank Ltd. met Chartered Bank of India, Australia and China.
De Marathon van Hongkong wordt gesponsord door Standard Chartered Bank, alsook Liverpool FC.
De bank werd juli 2025 in staat van beschuldiging gesteld bij de fraude van het Maleisische Staatsfond 1MDB.

## Externe link

Landen waar Standard Chartered in 2007 actief was